# Bedriye Tahir Gökmen
Bedriye Tahir Gökmen (ur. jako Bedriye Tahir) – turecka pilotka, pierwsza kobieta w Turcji, która uzyskała licencję pilota.

## Życiorys

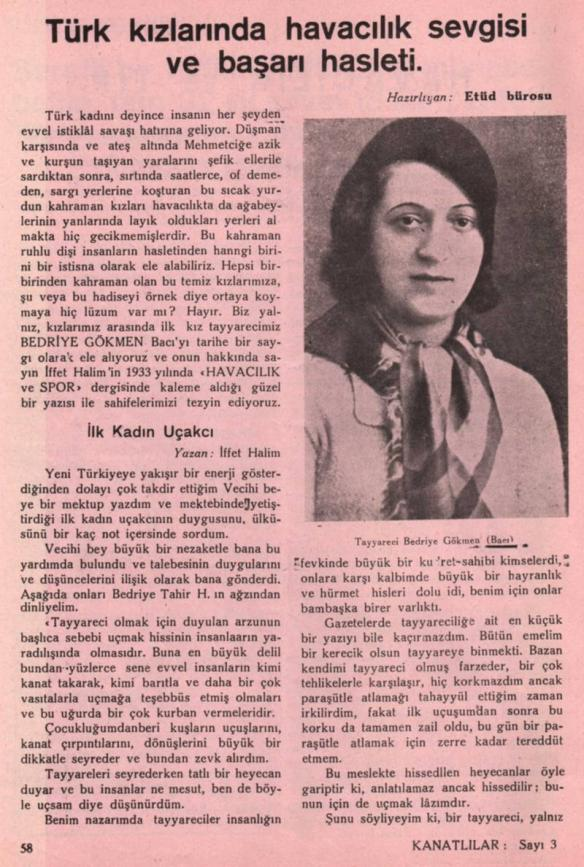
Artykuł w gazecie o Bedriye Tahir Gökmen z 1933 roku

W 1932 roku zapisała się do Szkoły Lotnictwa Cywilnego Vecihi (tur. Vecihi Sivil Tayyare Mektebi), założonej przez Vecihiego Hürkuşa, tureckiego pioniera lotnictwa, inżyniera i konstruktora pierwszych tureckich samolotów. W 1933 roku uzyskała licencję pilota, zostając pierwszą kobietą w Turcji z uprawnieniami pilota, a rok później ukończyła szkołę lotniczą.
W czasie studiów Gökmen pracowała jako urzędniczka oraz pracownica biurowa; z tych pensji utrzymywała siebie, swoją matkę oraz opłacała na raty czesne za swoje studia. Podczas studiów była jedną z dwóch kobiet w dwunastoosobowej grupie. Druga kobieta, Saadet Hanım, zmarła jednak przed ukończeniem szkoły w wypadku spowodowanym nieotworzeniem się spadochronu. 30 sierpnia 1933 roku Vecihi Hürkuş zorganizował w Stambule loty pokazowe z udziałem swoich uczniów dwoma samolotami Vecihi XIV i Vecihi XV oraz jednym samolotem Nuri Bey Vecihi K-XVI. Choć jego uczniowie po pokazach odnosili sukces, to jego szkołę lotniczą zamknięto z powodu trudności finansowych i braku równoważności dyplomów jego uczniów.
Po ukończeniu studiów Gökmen złożyła wniosek do Tureckich Sił Powietrznych o uznanie jej licencji. Niestety w wyniku katastrofy, jedyny samolot będący własnością akademii został zniszczony, przez co nie mogła ukończyć egzaminu, nie zostając pilotką wojskową (zdając jednak egzamin pisemny). W 1934 roku akademia została zamknięta z powodów finansowych, a egzamin Gökmen nigdy nie został powtórzony.
Jej decyzja o podjęciu dodatkowej pracy jako pilot została uznana za nieodpowiednią, w wyniku czego pracodawca zmniejszył jej wynagrodzenie, a później zwolnił ją z zajmowanego stanowiska. Według niektórych źródeł nie doszło do zmniejszenia jej wynagrodzenia dzięki stawiennictwu Vecihiego Hürkuşa.
W 1934 roku w wyniku wejścia w życie ustawy Soyadı Kanunu przyjęła nazwisko Gökmen. Szczegóły jej dalszego życia nie są znane.

## Upamiętnienie
W Akarze w Parku i Muzeum Historii (ang. Turkish History Museum and Park) wśród różnych pomników upamiętniających ważne postacie historyczne wpisane w historię Turcji, znajdują się m.in. pomnik upamiętniający Bedriye Tahir Gökmen oraz jej nauczyciela, instruktora lotniczego, Vecihiego Hürkuşa, który zbudował w Turcji pierwszy samolot – Vecihi K-VI.